# Pseudanthias manadensis
Pseudanthias manadensis és una espècie de peix de la família dels serrànids i de l'ordre dels perciformes.

## Hàbitat
És un peix marí de clima tropical.

## Distribució geogràfica
Es troba a Indonèsia.